# Lukas Karlsson
Lukas Karlsson (Nyköping, Švedska, 21. svibnja 1982.) je švedski rukometaš i nacionalni reprezentativac. Igra na poziciji srednjeg vanjskog te trenutno nastupa za danski klub KIF Kolding.
Od 2005. je član švedske rukometne reprezentacije s kojom je nastupio na nekoliko svjetskih i europskih prvenstava ali bez značajnijih rezultata.
Karlsson je u braku s norveškom rukometašicom Idom Bjørndalen.

## Vanjske poveznice
- Profil rukometaša na stranicama KIF Koldinga  Arhivirana inačica izvorne stranice od 14. prosinca 2014. (Wayback Machine)